# Comtat de Borgonya

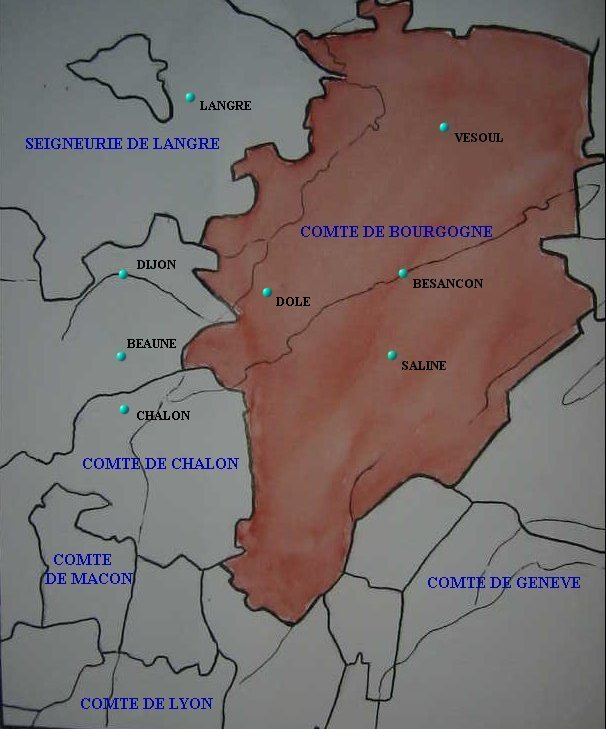
Comtat de Borgonya

El comtat de Borgonya (o comtat palatí de Borgonya) fou una important jurisdicció feudal de França, que tenia per capital Dole. Va tenir comtes privatius del segle x al segle xvii. S'estenia per Vesoul, Besançon, Dole, Lons-le-Saunier i Pontarlier i correspon aproximadament al Franc-Comtat actual exclòs el comtat de Montbeliard.

## Llista dels comtes palatins de Borgonya

### Dinastia d'Ivrea
- 986-1026: Otó Guillem de Borgonya (962-1026) comte de Borgonya, fill del rei Adalbert I d'Itàlia
- 1026-1057: Renald I de Borgonya (986-1057) comte de Borgonya, (fill)
- 1057-1087: Guillem I de Borgonya (1020-1087) comte de Borgonya, comte de Mâcon (fill)[1]
- 1087-1097: Renald II de Borgonya (1061-1097) comte de Borgonya, comte de Mâcon (fill)
- 1097-1102: Esteve I de Borgonya (1065-1102), comte titular de Borgonya (1097-1102) (germà)
- 1102-1148: Renald III de Borgonya (vers 1090-1148), comte de Mâcon (1102-1148), comte titular de Borgonya (1102-1127), comte de Borgonya (1127-1148) (fill)
- 1097-1125: Guillem II de Borgonya (v. 1075-1125), dit l'Alemany, comte (de fet) de Borgonya (1097-1125), comte de Macon (1097), fill del comte Renaud II
- 1125-1127: Guillem III de Borgonya (1110-1127), anomenat l'Infant, (fill)[2]
- 1128-1152: Conrad I de Zähringen, atorgat per l'emperador, oncle matern de l'anterior
- 1152-1184: Beatriu I de Borgonya (vers 1145-1184), comtessa de Borgonya, filla única del comte Renald III

### Dinastia de Hohenstaufen
- 1156-1190: Frederic I Barba-roja, emperador romà germànic (1155-1190), comte de Borgonya (1156-1190), (marit de Beatriu I)
- 1190-1200: Otó de Borgonya (1171-1200) (Otó de Hohenstaufen), comte de Borgonya, fils du precedent
- 1200-1205: Joana I de Borgonya (1191-1205), comtessa de Borgonya (filla)
- 1205-1231: Beatriu II de Borgonya (1193-1231), comtessa de Borgonya (germana)

### Dinastia d'Andechs
- 1208-1231: Otó II de Borgonya (mort el 1234) (Otó I d'Andechs, duc d'Andechs-Merània 1204-1231), comte de Borgonya(marit de Beatriu II)
- 1231-1248: Otó III de Borgonya (mort el 1248) (Otó II d'Andechs), comte de Borgonya (1231-1248), duc de Merània (1234-1248) (fill)
- 1248-1279: Adelaida I de Borgonya (o Alix d'Andechs-Merània), comtessa de Borgonya (germana)

### Dinastia de Chalon
- 1248-1266: Hug de Chalon (o Hug de Borgonya, comte de Borgonya (1248-1266) (marit d'Adelaida)
- 1267-1279: Felip I de Savoia comte de Borgonya (segon marit d'Adelaida)
- 1279-1303: Otó IV de Borgonya, comte de Borgonya (1279-1295), comte titular de Borgonya (1295-1303) (fill de la comtessa Adelaida i del comte Hug)
- 1303-vers 1315: Robert de Borgonya (vers 1300-vers 1315), comte titular de Borgonya (1303-1315) (fill)
- vers 1315-1330: Joana II de Borgonya (vers 1291-1330), comtessa de Borgonya (germana)

### Dinastia de França
- vers 1315-1322 : Felip V de França (vers 1293-1322) comte de Poitiers (1311), comte de Borgonya com a Felip I (vers 1315-1322), rei de França (1316-1322), rei de Navarra com a Felip II (1316-1322), (marit de Joana II)
- 1330-1347: Joana III de Borgonya (1308-1347) (filla) comtessa de Borgonyai d'Artois, (1330-1347), duquessa de Borgonya per matrimoni (1318-1347)

### Dinastia Capet de Borgonya
- 1330-1347: Eudes IV de Borgonya (vers 1295-1349) (marit de Joana III), duc de Borgonya com Eudes IV (1315-1349), comte consort de Borgonya i d'Artois (1330-1347)
- 1347-1361: Felip I de Borgonya (1346-1361) conegut com a Felip de Rouvres (net)[3]
- 1361-1382: Margarida de França, filla del rei de França Felip V el Llarg i de la comtessa Joana II, hereva del seu besnebot Felip de Rouvres en els comtats de Borgonya i d'Artois
  - per una genealogia més detallada vegeu: "herència borgonyona"

### Dinastia Capet de Valois-Borgonya
- 1382-1384: Lluís II de Flandes, comte de Borgonya, comte de Flandes, duc de Brabant (pretendent), comte de Nevers, comte de Rethel, comte d'Artois (fill)
- 1384-1405: Margarida III de Flandes, comtessa de Borgonya (1384-1405), duquessa de Borgonya (1357-1361) i altres títols
- 1384-1404: Felip II de Borgonya (1342-1404) (Felip l'Agosserat) (segon marit de Margarita III i fill del rei Joan II de França el Bo, Duc de Borgonya (1364-1404) i altres títols i per matrimoni comte de Borgonya i comte d'Artois (1384-1404)
- 1405-1419: Joan I Sense Por de Borgonya (fill), Duc de Borgonya, comte de Borgonya i comte d'Artois i altres títols
- 1419-1467: Felip III de Borgonya (o Felip III el Bo), (fill), Duc de Borgonya, comte de Borgonya (1419-1467), comte d'Artois i altres títols
- 1467-1477: Carles el Temerari (fill), Duc de Borgonya, comte de Borgonya (1467-1477), comte d'Artois i altres títols

### Casa d'Àustria
- 1477-1482: Maria de Borgonya, duquessa de Borgonya, comtessa de Borgonya, comtessa d'Artois (filla)
- 1477-1482: Maximilià I (1459-1519), emperador romà germànic, Duc de Borgonya, comte de Borgonya (marit)
- 1493-1506: Felip el Bell (1478-1506), duc de Borgonya (Felip IV, 1482), rei de Castella (fill)
- 1506-1558: Carles I, Emperador romanogermànic, rei de Castella (1518), rei de Catalunya i Aragó (1517), duc de Borgonya, comte de Borgonya (fill)
- 1558-1598: Felip II, rei de Castella i de Catalunya i Aragó, duc de Borgonya, comte de Borgonya, comte d'Artois i altres títols, (fill)
- 1598-1621: Felip III, Rei de Castella i de Catalunya i Aragó, duc de Borgonya, comte de Borgonya, comte d'Artois (fill)
- 1621-1665: Felip IV, Rei de Castella i de Catalunya i Aragó, duc de Borgonya, comte de Borgonya, comte d'Artois
- 1665-1678: Carles II (1661-1700), Rei de Castella i de Catalunya i Aragó, duc de Borgonya, comte de Borgonya (fill)

### Corona francesa
- 1678: Lluís XIV de França, incorpora el comtat de Borgonya o Franc-Comtat al domini reial francès[4]